# Wiktor Rajsner
Wiktor Rajsner (ur. 13 kwietnia 1999) – polski siatkarz, grający na pozycji środkowego.

## Życiorys
W 2014 roku został zawodnikiem juniorskich drużyn Chemika Bydgoszcz, a dwa lata później został powołany do SMS PZPS Spała. Grał w reprezentacji Polski na mistrzostwach Europy kadetów w 2017 roku. W 2018 roku został siatkarzem Exactu Systems Norwida Częstochowa. W tym klubie występował przez dwa lata, rozgrywając łącznie 46 spotkań w I lidze. W sezonie 2020/2021 reprezentował barwy KS Lechii Tomaszów Mazowiecki. Następnie podpisał kontrakt z Aluronem CMC Wartą Zawiercie. W PlusLidze zadebiutował 3 października w wygranym 3:1 meczu ze Ślepskiem Malow Suwałki. W 2022 roku zdobył z zawierciańskim klubem brązowy medal mistrzostw Polski. Na sezon 2023/2024 został wypożyczony do Enea Czarnych Radom, dla których rozegrał 25 meczów. Następnie wrócił do Aluronu CMC Warty Zawiercie.

## Sukcesy klubowe
PlusLiga:
- 2022

Superpuchar Polski:
- 2024[10]

Mistrzostwo Francji:
- 2025[11]